# Babors
Pour les articles homonymes, voir Babor (homonymie).
Les Babors (en kabyle : Ibabuṛen, ⵉⴱⴰⴱⵓⵕⴻⵏ) sont une chaîne montagneuse au nord de l'Algérie, constituant l'essentiel de la Petite Kabylie ou « Kabylie des Babors ». Elle est séparée du Djurdjura par la vallée de la Soummam. Elle domine le golfe de Béjaïa et culmine à 2 004 m au mont Babor.

## Toponymie
Les Babors sont également appelés la chaîne des Babors, en arabe algérien babur (البابور), mot d'origine berbère ababur « bateau » et tababort « petit bateau ». La toponymie serait associée au massif en raison de la forme de ses montagnes,. Ce toponyme est attesté même durant la période romaine : les Bavares ou Babares, du nom d'une confédération de tribus berbères de la Maurétanie césarienne.

## Géographie

### Situation

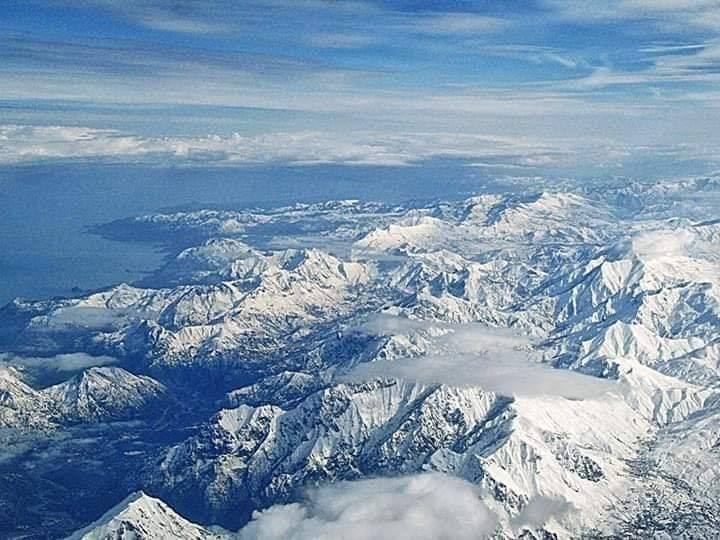
Vue aérienne du massif.

Les Babors sont une région humide et boisée, située dans la partie orientale de l'Atlas tellien à l'est-nord-est des Bibans dans la Petite Kabylie à 60 kilomètres au nord de Sétif. 
Les Babors est le nom donné à deux massifs jumeaux : le mont Babor (2 004 mètres d'altitude) et le Tababort (1 969 mètres d'altitude). Ils désignent l’ensemble de la région montagneuse qui s’inscrit dans un vaste triangle entre les villes de Béjaïa, Jijel et Sétif, et s’étend de la vallée de la Soummam à la vallée de l’oued Djendjen.
Avec le massif de Collo, c'est l'une des régions les plus arrosées du Maghreb. La pluviosité dépasse 1 600 mm sur le sommet du Mont Babor et toute la région reçoit plus d’un mètre de précipitations dans l’année. 
On trouve, à 50 kilomètres au nord de Sétif, une petite ville nommée Babor, faisant partie de la wilaya de Setif.

### Faune et flore

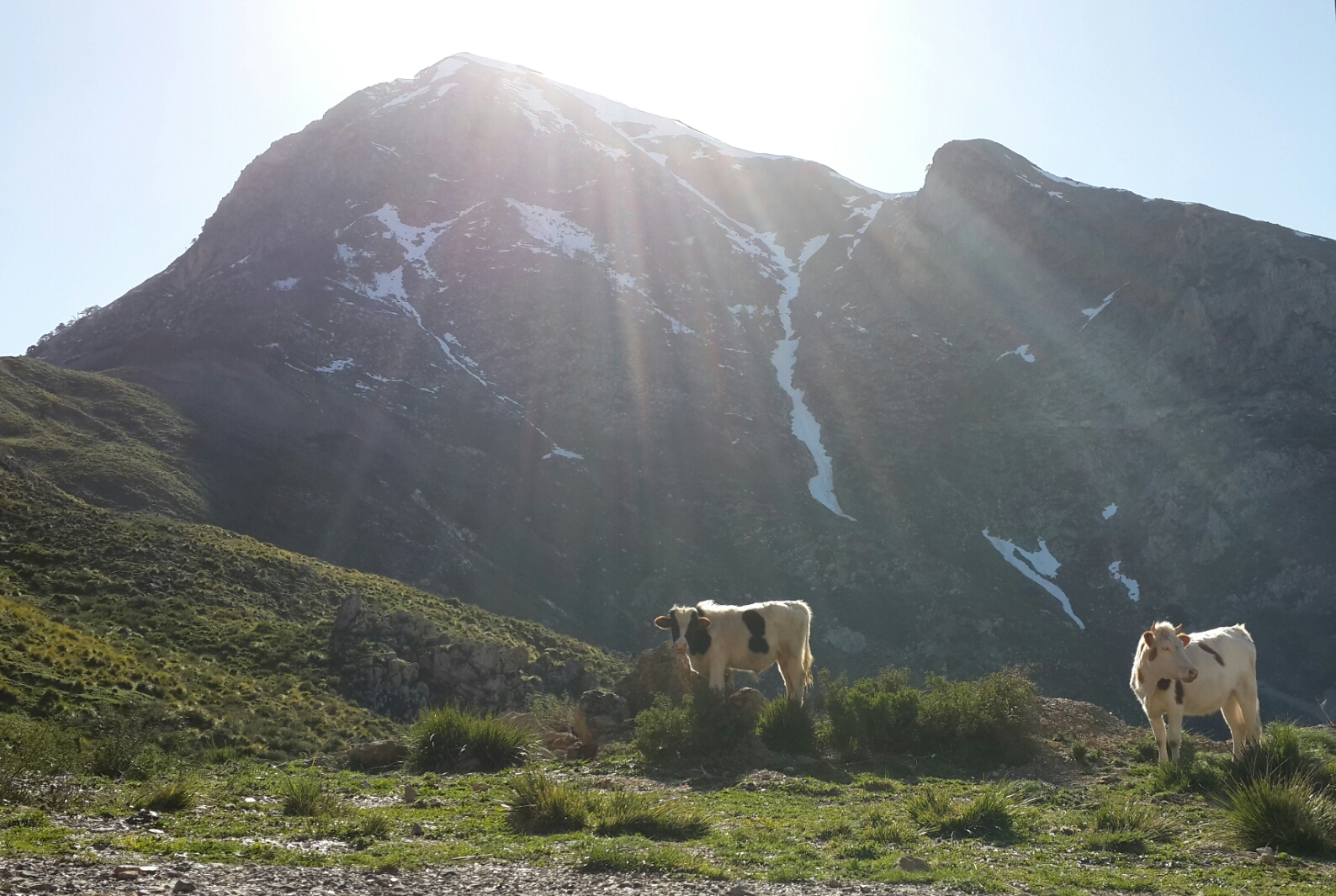
Les Babors.

Un parc national a été créé sur le Babor proprement dit. Il mesure 1 700 hectares est offre un biotope abritant de nombreuses espèces endémiques, car après la séparation Afrique-Europe, les espèces européennes se sont réfugiées dans les hauteurs des massifs maghrébins et ont évolué différemment. Les deux endémiques les plus célèbres du Babor sont le sapin de Numidie, au port très particulier et la Sittelle kabyle. Le parc abrite également des cèdres et des singes magot. Les essences les plus répandues sont le chêne-liège, le chêne vert et le chêne zéen.

## Populations
Les Babors sont peuplés par des Kabyles surtout arboriculteurs. C'est la zone restée berbérophone dans la Petite Kabylie. Les montagnards pratiquent un élevage de bovins et de chèvres, rendu possible grâce au pâturage traditionnel en forêt. La vie rurale était toujours pauvre et n’a pu donner naissance à aucune ville ; les centres urbains sont tous situés au nord ou au sud de la région, qui est une terre d’émigration.

## Histoire

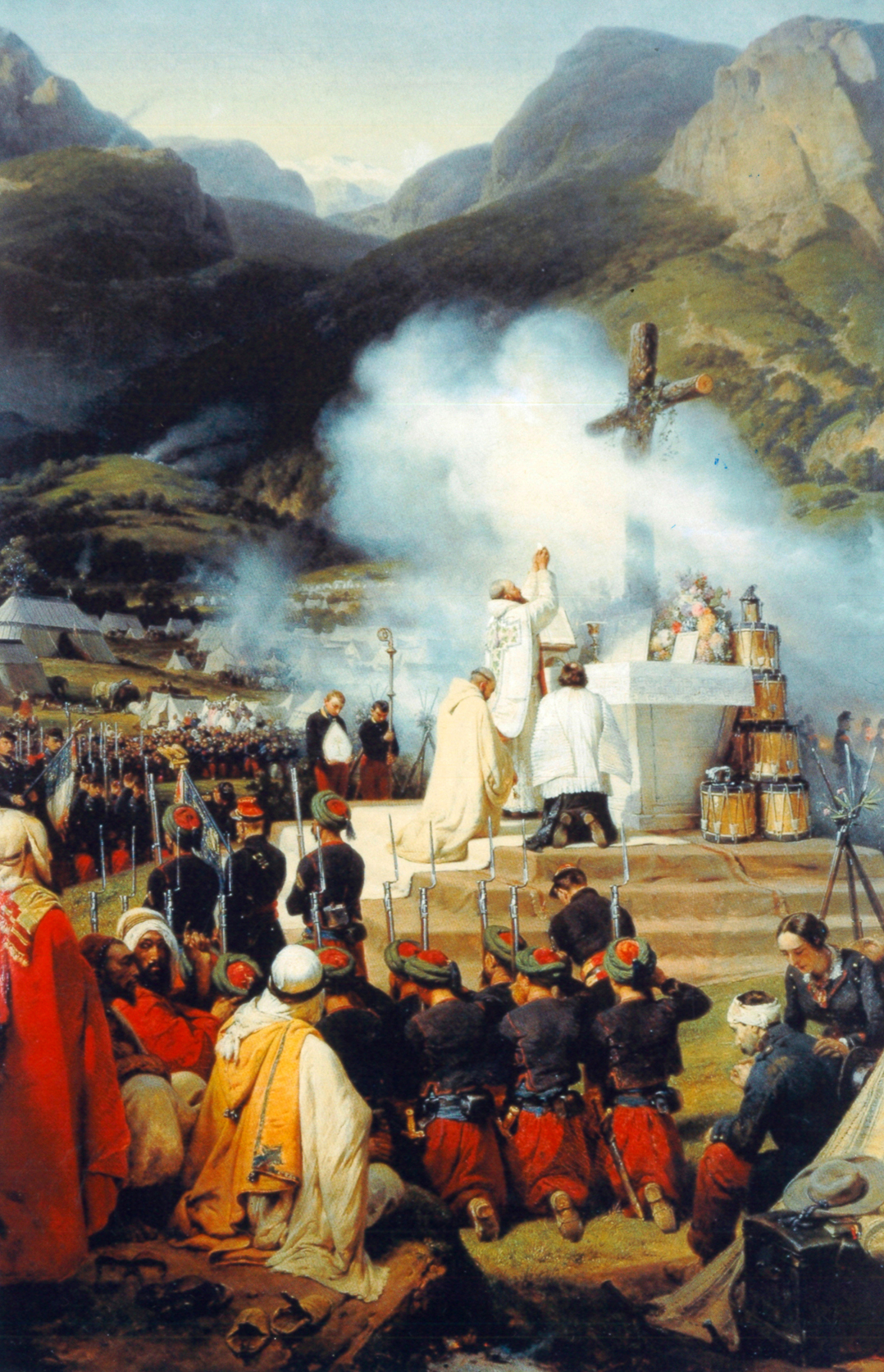
Horace Vernet, Première messe en Kabylie (1854), peint à l'issue de l'expédition des Babors en 1853.

Nombre de grottes et abris des Babors ont été occupés à la fin du Paléolithique et à l’Épipaléolithique. Les Babors ont, à différentes époques, joué un rôle important dans l’histoire du Maghreb central et oriental.
Durant la domination romaine, la région était habitée par la confédération des Bavares de l’est qui se sont révoltés contre le pouvoir romain. À l’époque byzantine, un roi des Ucutamani, tribu issue de cette confédération proclame sa foi chrétienne.
Au xe siècle, la région connaît le triomphe des Ketamas, qui sont à l’origine de l’empire fatimide ; leur première capitale était Ikjan en plein ancien pays bavare.
Difficilement pénétrable, l’autorité politique n’était reconnue que dans les villes littorales (Béjaïa, Jijel) et dans celles du sud. Les Turcs n’exercaient qu’une souveraineté nominale.
En 1853, le maréchal Randon mène une expédition dans les Babors pour soumettre les tribus kabyles à la France.